# Votchina

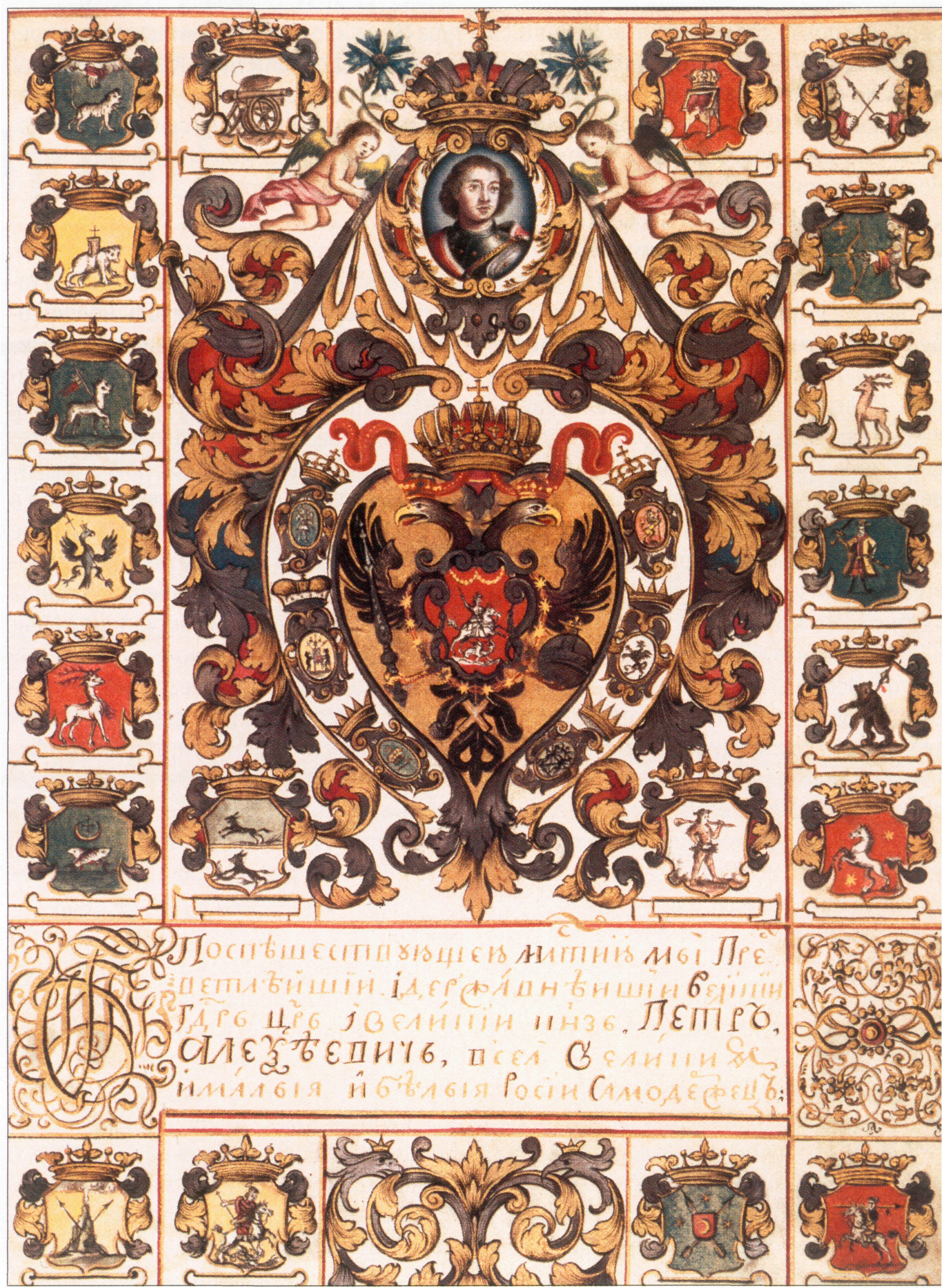
Charte d'honneur donnée par Pierre le Grand au chancelier Golovkine attestant de la propriété d'une votchina

La votchina ou otchina (russe : во́тчина ou отшина) désigne en russe les terres dont la propriété a été acquise par héritage. Le mot peut également désigner de manière générale les terres propriétés d'un prince.
Le mot russe otets (отец) qui signifie père est à l'origine du mot otchina. La votchina peut former un ensemble qui se compose de la propriété de la terre mais aussi des constructions et du matériel et mobilier se trouvant sur la terre ainsi que des droits sur les serfs (en russe : kholop). Les mots alleu et boklend (en anglais : bookland) sont des synonymes de votchina. Du VIIIe siècle au IXe siècle la votchina est la forme la plus fréquente de propriété de terre en Europe occidentale. En même temps que la votchina apparaît une administration et un tribunal chargés de sa gestion et de son contrôle. Les votchinas différaient entre elles par leur structure économique (selon le rôle du fief), mais encore par leur taille et aussi par l'appartenance sociale de ses membres (laïcs, nobles, ecclésiastiques).